# 保罗执事
保罗执事（拉丁語：Paulus Diaconus，约720年代—796至799年4月13日），本笃会僧侣、记录员、诗人，伦巴第人史学家，著有《伦巴第人史》一书，是记录相关时期的重要史料。保罗生于弗留利地区奇维达莱贵族家庭，曾在帕维亚伦巴第宫廷任职多年。伦巴第王国灭于查理曼后，保罗及其兄弟参与了反法兰克王国的密谋，事败后遭没收家产，其兄弟被囚于法国。保罗则在意大利南部贝内文托避难。几年后，保罗获得了查理曼的赦免，在亚琛任职。786年，保罗返回意大利，在修道院中潜心撰写历史，记录了744年以前有关伦巴第人的历史。

## 外部鏈接
- Capo, Lidia. . . Rome: Istituto dell'Enciclopedia Italiana. 2014.
- Works of Paulus Diaconus at Bibliotheca Augustana (in Latin)
- History of the Lombards